# Todos los sentidos

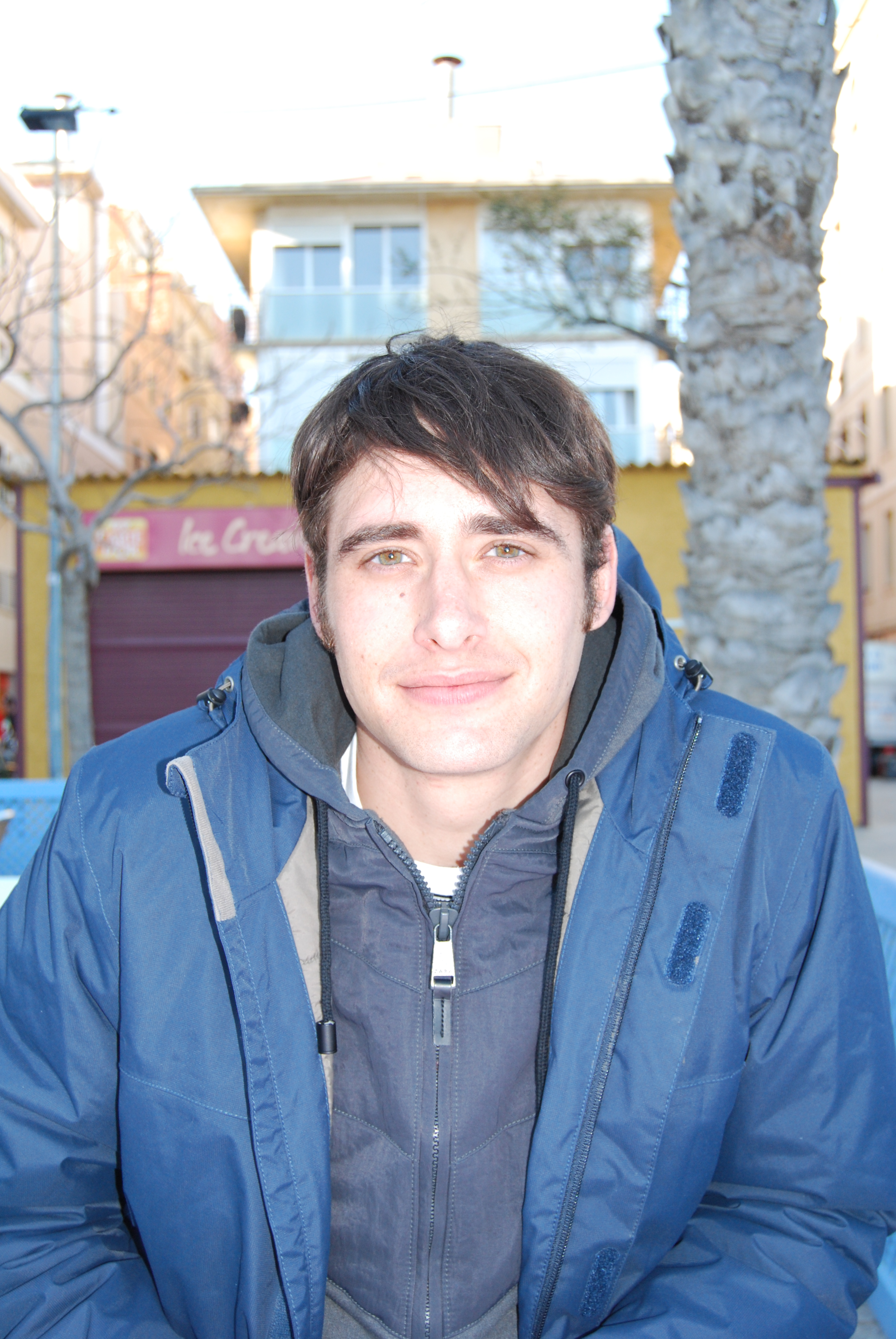
El actor Llorenç González interpreta a Xavi.

Todos los sentidos es un cortometraje dirigido por Rubén Serra e interpretado por Almudena Cid, Llorenç González y Mar Campra. Se estrenó el 29 de marzo de 2014 en Granada. Los temas principales sobre los que versa son la ceguera, la gimnasia rítmica y la autosuperación. Desde el 29 de enero de 2016 puede verse de forma gratuita a través de YouTube.

## Sinopsis
El cortometraje narra la historia de Valentina, una gimnasta rítmica campeona olímpica que en seis meses y durante su preparación para los Juegos Olímpicos de Río, pierde la vista. Su pareja, Xavi, intenta ayudarla en su nueva vida, pero su carácter dificulta las cosas.
Según indica el director Rubén Serra en la página web del corto, «Esta historia no es sólo sobre la dificultad, la ceguera, o el deporte de élite. Es sobre todo sobre comenzar de cero».

## Rodaje
Se rodó entre el 25 y el 26 de mayo de 2013 en Madrid, Granada y el Centro de Alto Rendimiento de Sierra Nevada.

## Reparto
- Almudena Cid como Valentina.
- Llorenç González como Xavi.
- Mar Campra como Patricia.
- Giovanni Bosso Cox como conductor.
- Pilar Seligmann como chica.
- Ángela Domingo como gimnasta.
- Gema García como gimnasta.
- Miriam Melgarejo como gimnasta.
- Celia Muñoz como gimnasta.
- Marina Muñoz como gimnasta.
- M. Angustias Romero como gimnasta.
- Rocío Tovar como gimnasta.
- Xiomara Urbano como gimnasta.
- Sandra M. Villén como gimnasta.

## Equipo técnico
- Director: Rubén Serra
- Productores: Adrián Martín y Pedro Pérez
- Director de fotografía: David Acereto
- Sonido: Martín Romero y Mayte Cazorla
- Arte: Araceli García
- Ayudante de dirección: Ybare Seco
- Ayudantes de producción: Carlos J. Domingo, María Ramos, Raquel Cabrera, Ybare Seco y Joshué Guerrero
- Productores ejecutivos: Rubén Serra, Susana Romero, Araceli García y J. Alberto Chamorro
- Operador y steadicam: Peque Griffin
- Auxiliar de cámara:  Victoria García-Madrid
- Ayudante de sonido: Mayte Cabrera Cazorla
- Utilería y vestuario: Rebeca Sola
- Maquillaje: Diana Hidalgo
- Fotografía fija: Susana Romero
- Edición y D.I.T.: Nana Medina
- Script: Ángela “Angie” Cañadas
- Jefe de eléctricos: Jesús García Escudero
- Eléctricos: J. Alberto Chamorro, Max Sharman y Guillermo López Ros
- Prensa: Marta Eulalia Martín

## Ficha técnica
- Duración: 20 minutos
- Cámara: RED ONE
- Resolución: 4K
- Formato: 2.35:1